# 成城三丁目緑地
成城三丁目緑地（せいじょうさんちょうめりょくち）は、東京都世田谷区成城にある緑地。

## 概要
戦前は、喜多見や緑地のあった地には喜多見御料林が広がっていたが、1947年に国有財産として払い下げられて林野庁が保有していた。1994年の都市計画によって世田谷区が緑地として整備して、1995年3月と2005年3月に段階経て供用を開始し、2001年までに世田谷区が土地を取得した。国分寺崖線に面していることから湧水が豊富であり、緑地にはセキショウが群生する湧水と関東ローム層の地層が見える湧水地がある。斜面緑地であったことから開発がされなかったので都内では珍しい自然が残されており、クヌギ林・コナラ林を中心にケヤキやサクラなど様々な植物が植栽され、サワガニなども生息する緑地である。散策路・庭園・広場・ベンチなどが整備されており、緑地の管理は小学生や地域住民を中心とした成城三丁目緑地コア会議が行なっている。フリーライターの山崎真は「公園の充実度は行政サービスの水準を測るバロメーター」として、成城三丁目緑地を世田谷区の公園のベスト5の中に選んでいる。

## アクセス
- 成城学園前駅 徒歩15分
- 東急バス・小田急バス - 砧中学校下 徒歩5分[3]

## ギャラリー

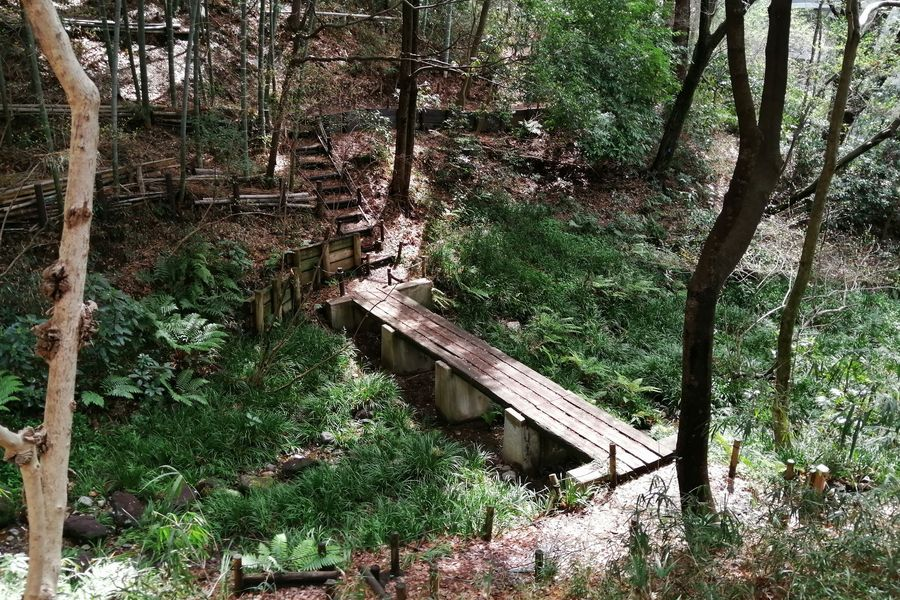
清水橋付近
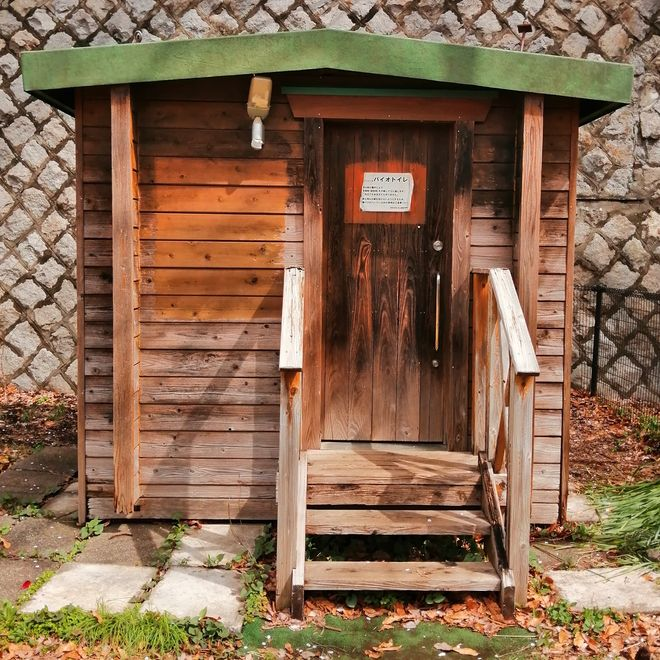
バイオトイレ（外）
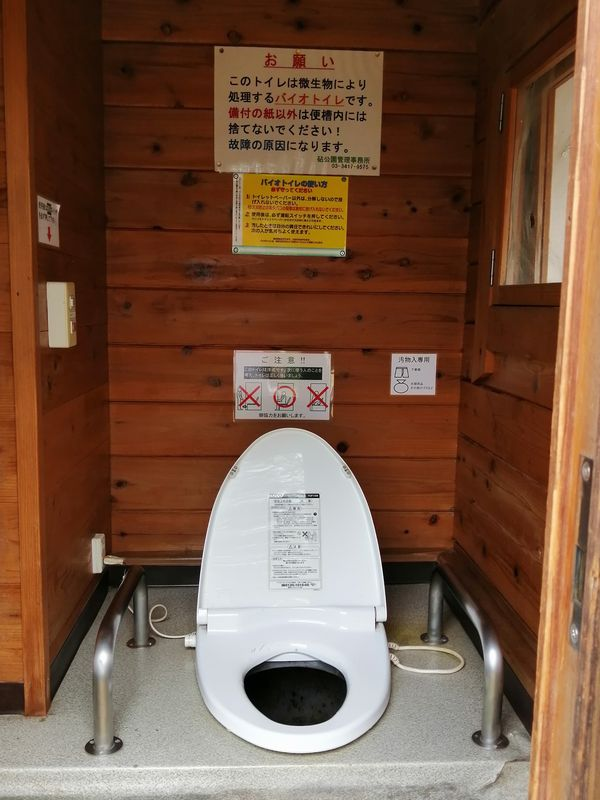
バイオトイレ（内）